# Маржерет, Жак
Жак Маржере́т (фр. Jacques Margeret, правильнее Маржере́; около 1565 — не ранее 1619 или 1621) — французский военнослужащий (наёмник в звании капитана), участник войн Лиги на стороне Генриха IV, находившийся с 1600 года на русской службе. В России известен был под именем Якова Ульянова. Автор ценных записок о Русском государстве начала XVII века.

## Биография
Родился в Бургундии в гугенотской семье, по одним данным, сын судейского из Осона (совр. департамент Кот-д’Ор), по другим, сын торговца из Дижона. Датой его рождения традиционно считается 1565 год, хотя исследователь его биографии профессор истории Техасского университета A&M (Колледж-Стейшен) Честер С. Даннинг находит возможным отнести её к 1570-му. По мнению французского историка-русиста Андре Береловича, предки его действительно происходили из Осона, но его дед Пьер Маржерет перебрался в Дижон, в документах архива которого упоминается его отец галантерейщик Гийом Маржерет, 20 февраля 1571 года приглашённый на торжественный приём по случаю приезда в город маршала де Вьейвиля. 
Не установлено, где он получил образование, которое, судя по его познаниям в латыни и немецком, а также явному знакомству с произведениями Мишеля Монтеня и Жана Бодена, было неплохим. В молодости он служил французскому королю Генриху IV и участвовал в религиозных войнах. В 1591 году сопровождал своего дядю Кретьена Маржерета в поездке в Швейцарию и Германию с целью получения финансовой помощи для короля. Позднее под командованием Филиппа Байе де Вогренана участвовал в обороне крепости Сен-Жан-де-Лон от войск Католической лиги. 
После заключения мира во Франции, он поступил на службу к князю Трансильвании Жигмонду Батори, а затем к императору Священной Римской империи Рудольфу II, приняв участие в их войне с турками, включая проигранную христианами Керестецкую битву (1596), которую позже упомянул в своём сочинении. Не позже 1597 года он вступил в войско польского короля Сигизмунда III капитаном пехотной роты, приняв летом-осенью 1598 года участие в неудачной экспедиции в Швецию. 
Летом 1600 года, по предложению русского посла в Вене дьяка Посольского приказа Афанасия Власьева, был принят на русскую службу Борисом Годуновым, который сделал его капитаном немецкой роты. Под его началом находился кавалерийский отряд иностранных наёмников. 21 января 1605 года этот отряд участвовал в сражении при Добрыничах с войсками Лжедмитрия I, в котором отличился Маржерет.
После смерти Годунова (13 [23] апреля 1605) он нанялся к Лжедмитрию, который поручил ему роту немецких алебардистов, составлявших царскую охранную стражу в Кремле. Лжедмитрий оказывал ему особое внимание и с большим интересом слушал его рассказы о Франции, с которой собирался наладить дипломатические отношения. В момент гибели 17 (27) мая 1606 года Лжедмитрия отсутствовал во дворце, охраняя со своим отрядом польское посольство. После вступления на престол Василия Шуйского Маржерет в сентябре 1606 года покинул Россию через Архангельск на английском корабле, получив от Шуйского богатый подарок.
Возвратясь на родину, Маржерет рассказывал о малоизвестной Московии историку Жаку де Ту и королю Генриху IV, выдавая тому и другому самозванца за истинного царевича, а также опубликовал своё произведение о Русском государстве — «Состояние Российской державы и Великого княжества Московского» (Париж, 1607).
В 1608 году он вернулся в Россию и поступил на службу к Лжедмитрию II (Тушинскому вору), а впоследствии — к польскому королю Сигизмунду III. Под командованием гетмана Станислава Жолкевского принял участие в Клушинской битве 24 июня 1610 года, в которой войска Василия Шуйского потерпели сокрушительное поражение. В марте 1611 года он участвовал в подавлении восстания москвичей против интервентов и в разрушении Москвы. 19 марта, когда Гонсевский, теснимый князем Пожарским, отступил в Китай-Город, Маржерет подоспел к нему на помощь и отразил нападающих. В октябре 1611 года он сопровождал боярское посольство к Сигизмунду III во главе отряда из 400 аркебузиров. В январе 1612 года он был уже в Гамбурге, откуда просил у русского правительства дозволения прибыть в Архангельск, изъявляя готовность поступить на русскую службу и сражаться с поляками. Подозревая, что его подсылает польский король Сигизмунд с каким-либо злым намерением, бояре поспешили укрепить Архангельск, а просьбу Маржерета оставили без ответа. На вторичное предложение ему последовал резкий отказ. Советский историк Ю. А. Лимонов предполагал, что после этого он поступил на службу в Московскую компанию по протекции своего московского знакомца — английского торгового агента Джона Мейрика.
Не позднее конца лета — начала осени 1613 года Маржерет упоминается на службе у литовского магната-протестанта Януша Радзивилла. Этим временем датируется сохранившийся в английских архивах анонимный «Проект оккупации Русского Севера, представленный английскому королю Якову I», который американский исследователь Честер Даннинг, вслед за Ю. А. Лимоновым, приписывает Маржерету.  
По всей вероятности, умер Маржерет на родине. Во французских архивных документах его имя не упоминается после 1619-го, в польско-литовских — после 1621 года.

## Труд
Его «Состояние Российской державы и Великого княжества Московского» считается ценным историческим источником, содержащим сведения о политических событиях в России с 1590 по сентябрь 1606 года, и заключает в себе сведения о правительственных учреждениях, вооружённых силах Русского царства, о религии, быте и нравах русского народа, о природе и населении России, включая описание народностей национальных окраин. Значительный интерес представляет информация о производимых в стране товарах, о денежном обращении, о богатствах царской казны, о вооружении русской поместной конницы и стрелецкого войска, о военной тактике татар и казаков, а также об устройстве оборонявшей южные границы Московского царства Засечной черты. 
Информаторами Маржерета являлись русские государственные деятели, полководцы и дипломаты, включая царей Лжедмитрия I и Василия Шуйского, воеводу П. Ф. Басманова, князя В. М. Мосальского, боярина М. Ф. Нагого, дьяков Посольского приказа Афанасия Власьева, Постника Дмитриева и Григория Клобукова, подьячего Ивана Грамотина, английского агента Джона Мейрика и даже престарелого «царя» Симеона Бекбулатовича. Помимо устных источников, Маржерет использовал доступные ему документы, а российский историк Д. В. Лисейцев допускает, что вышеназванный Мейрик мог передать ему экземпляр сочинения английского дипломата Джайлса Флетчера «О государстве Русском» (1591).
Вместе с тем, Маржерет, вероятно, из цензурных или идеологических соображений, замалчивает некоторые факты, в частности, скрывая размеры получавшегося им на русской службе жалованья, а также своё участие в вышеназванном сражении под Добрыничами (1605), известное со слов его современников Конрада Буссова и Исаака Массы.
Интересно то, что Маржерет действительно считал Лжедмитрия I чудесным образом спасшимся сыном Ивана Грозного.
«Состояние Российской державы и Великого княжества Московского» (Estat de l’Empire de Russie et Grand Duché de Moscovie avec ce que s’y est passé de plus memorable et tragique, pendant le règne de quatre Empereurs : à sçavoir depuis l’an 1590 jusques en l’an 1606 en septembre), впервые напечатанное в 1607 году в Париже, было переведено на русский язык с третьего французского издания 1669 года историком Н. Г. Устряловым и издано в 1830 году в Санкт-Петербурге под заглавием «Состояние Русской Державы и великого княжества Московского», а затем вошло в третью часть подготовленного Устряловым свода «Сказаний современников о Димитрии Самозванце» (СПб., 1831). В силу цензурных ограничений, а также неудовлетворительного знания французского языка, Устрялов допустил в своём переводе немало ошибок и пропусков, которые частично были исправлены в публикации 1913 года под редакцией секретаря Московского археологического общества И. Н. Бороздина.

## В кино
- «Борис Годунов» — режиссёр Сергей Бондарчук (СССР, 1986), в роли Маржерета — Александр Титоренко.

## Публикации
- Jacques Margeret. Estat de l'empire de Russie, et grande duche de Moscovie. — Paris, 1669.
- Маржерет Жак. Состояние Российской державы и Великого княжества Московского / Под ред. И. Н. Бороздина. — М.: «Польза» В. Антик и К°, 1913. — 104 с. — (Универсальная библиотека).
- Маржерет Жак. Россия начала XVII в. Записки капитана Маржерета / Сост. Ю. А. Лимонов. Под ред. В. И. Буганов. Пер. Т. И. Шаскольской, Н. В. Ревуненкова. — М.: Институт истории АН СССР, 1982. — 254 с.
- Маржерет Жак. Состояние Российской империи и Великого княжества Московии // Россия XV—XVII вв. глазами иностранцев / Сост. Ю. А. Лимонов. — Л.: Лениздат, 1986. — С. 225—286. — (Библиотека «Страницы истории Отечества»).
- Маржерет Жак. Состояние Российской державы и Великого княжества Московского // Россия XVII века. Воспоминания иностранцев. — Смоленск: Русич, 2003. — С. 10—76. — (Популярная историческая библиотека). — ISBN 5-8138-0523-0.
- Маржерет Жак. Состояние Российской империи. Ж. Маржерет в документах и исследованиях: (Тексты, комментарии, статьи) / Под ред. Андре Береловича, В. Д. Назарова, П. Ю. Уварова. — М.: Языки славянских культур, 2007. — 552 с. — (Studia Historica). — ISBN 5-9551-0199-3.